# Danny Jacobs
Daniel Charles "Danny" Jacobs, Jr. (Detroit, 7. srpnja 1968.), američki je glumac.

## Vanjske poveznice
- Danny Jacobs u internetskoj bazi filmova IMDb-u (engl.)